# Stictopisthus annulitarsis
Stictopisthus annulitarsis är en stekelart som först beskrevs av William Harris Ashmead 1894.  Stictopisthus annulitarsis ingår i släktet Stictopisthus och familjen brokparasitsteklar. Inga underarter finns listade i Catalogue of Life.